# Consolidated PY
Consolidated PY (oznaczenie fabryczne Admiral) – amerykańska patrolowa łódź latająca z okresu międzywojennego.

## Historia
W styczniu 1928 roku amerykańska Marynarka Wojenna wystąpiła do wytwórni Consolidated Aircraft Corporation o opracowanie wodnosamolotu patrolowego. Taki samolot opracowano i był gotowy w grudniu 1928, otrzymał oznaczenie wojskowe XPY-1, natomiast fabryczne – Admiral. Była to łódź latająca, górnopłat typu parasol, napędzany dwoma silnikami. Został on oblatany 10 stycznia 1929 roku. W czasie testów fabrycznych, zamontowano na nim także trzeci silnik, umocowany przy pomocy zastrzałów w gondoli nad środkiem skrzydła. Pomimo tych poprawek lotnictwo Marynarki Wojennej nie wykazało zainteresowania tym samolotem. W związku z tym zaniechano dalszych prac nad tym samolotem w wersji samolotu patrolowego. Natomiast jego konstrukcja stała się podstawą do budowy pasażerskiej łodzi latającej Consolidated Commodore oraz kolejnego samolotu patrolowego P2Y.

## Użycie w lotnictwie
Samoloty Consolidated PY były używane do testów fabrycznych.

## Opis techniczny
Samolot Consolidated P2Y był górnopłatem typu parasol o konstrukcji metalowej, skrzydło umocowane było do kadłuba za pomocą zastrzałów. Pod skrzydłem zamontowano pływaki stabilizujące, umocowane przy pomocy zastrzałów. Kadłub samolotu miał formę łodziową.
Napęd samolotu stanowiły dwa silniki gwiazdowe, chłodzone powietrzem, umieszczone w gondolach na skrzydle.
Uzbrojenie samolotu stanowiły dwa karabiny maszynowe kal. 7,62 mm.